# 福島県道246号折木筒木原久之浜線
福島県道246号折木筒木原久之浜線（ふくしまけんどう246ごう おりきどうぎはらひさのはません）は、福島県双葉郡広野町からいわき市に至る一般県道である。

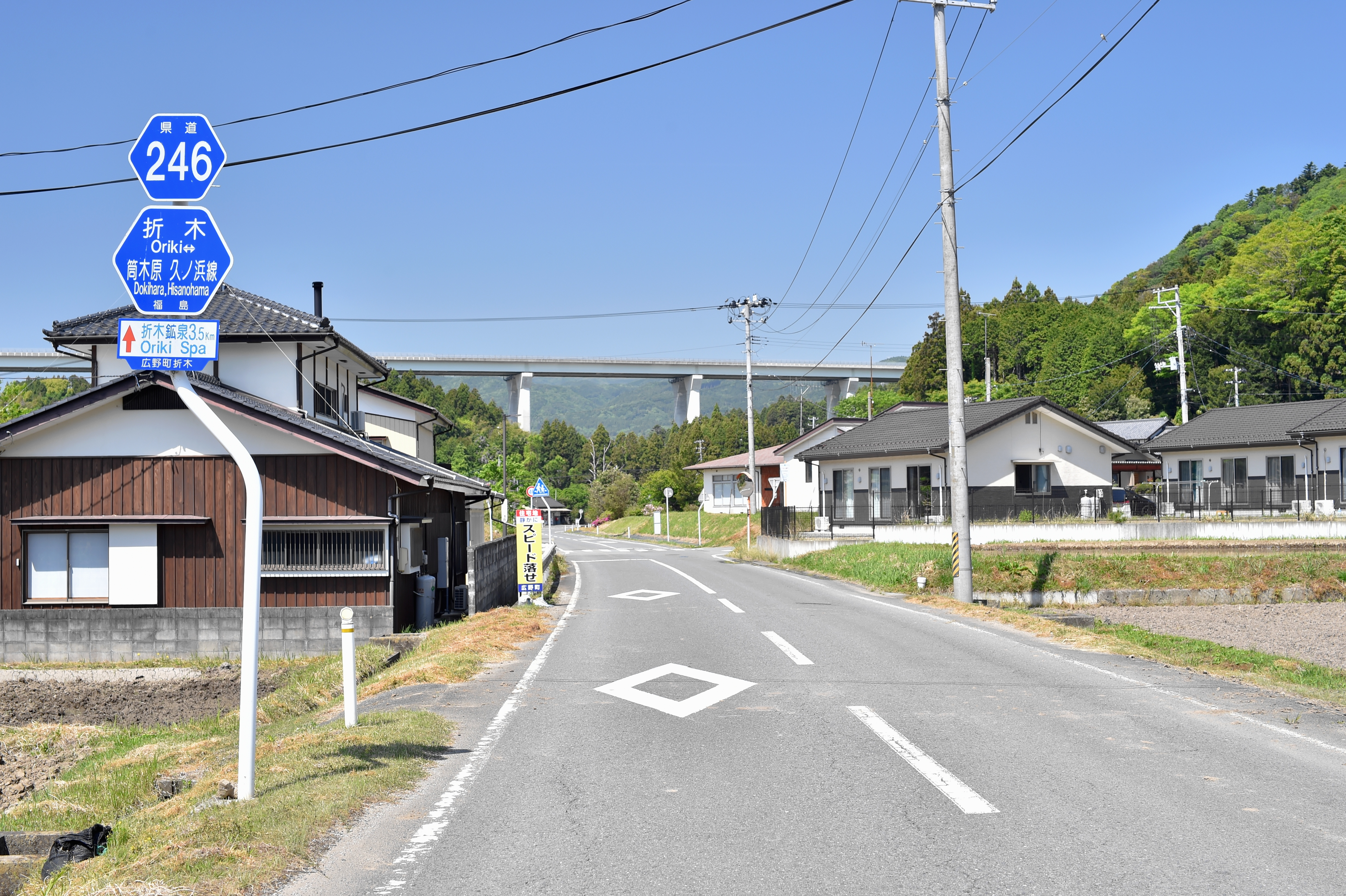
福島県道246号折木筒木原久之浜線・広野町大字折木（2024年5月）

## 路線概要
- 起点：双葉郡広野町大字折木字大平
- 終点：いわき市久之浜町久之浜字北田
- 総延長：11.449 km[1]
  - 実延長：8.272 km
- 路線認定年月日：1959年8月31日[2]

### 重用区間
- 福島県道35号いわき浪江線（双葉郡広野町折木字南沢～いわき市大久町大久字矢ノ目沢）
- 福島県道247号片倉末続停車場線（いわき市大久町大久字三艘舟～いわき市大久町大久字矢ノ目沢）

### 道路施設
第一山の神橋
- 全長：16.16 m
- 幅員：7.0 m
- 形式：PCプレテンT桁橋
- 竣工：1986年度

広野町折木地内にて、二級水系折木川を渡る。地方道特殊改良1種事業により建設された。総工費は3700万円。
岩観音橋
- 全長：42.8m
- 幅員：10.3m
- 竣工：1993年[4]

いわき市大久町大久字堂目木にて二級水系大久川を渡る。橋上は上下対向2車線で供用され、下り線側に歩道が設置されている。
田仲橋
- 全長：45.0m
- 幅員：7.2m
- 竣工：1958年[5]

いわき市大久町大久字田仲から字滝尻に至り、二級水系大久川を渡る。
久之浜跨線橋
- 全長：11 m
- 幅員：7 m
- 竣工：1967年[6]

久之浜側道橋
- 全長：23.3 m
- 幅員：3.0 m
- 形式：PCプレテン単純中空床版桁橋
- 竣工：2005年

JR久ノ浜駅北側で常磐線を渡る。当橋梁に沿っていわき市久之浜町久之浜字川田と字北田の境界となる。東側は当路線終点の大久入口交差点である。いわき市立久之浜中学校などへの通学路であるが歩道がなかったため、下り線側に側道人道橋の架設が2004年度に行われた。総工費は5600万円。

## 通過する自治体

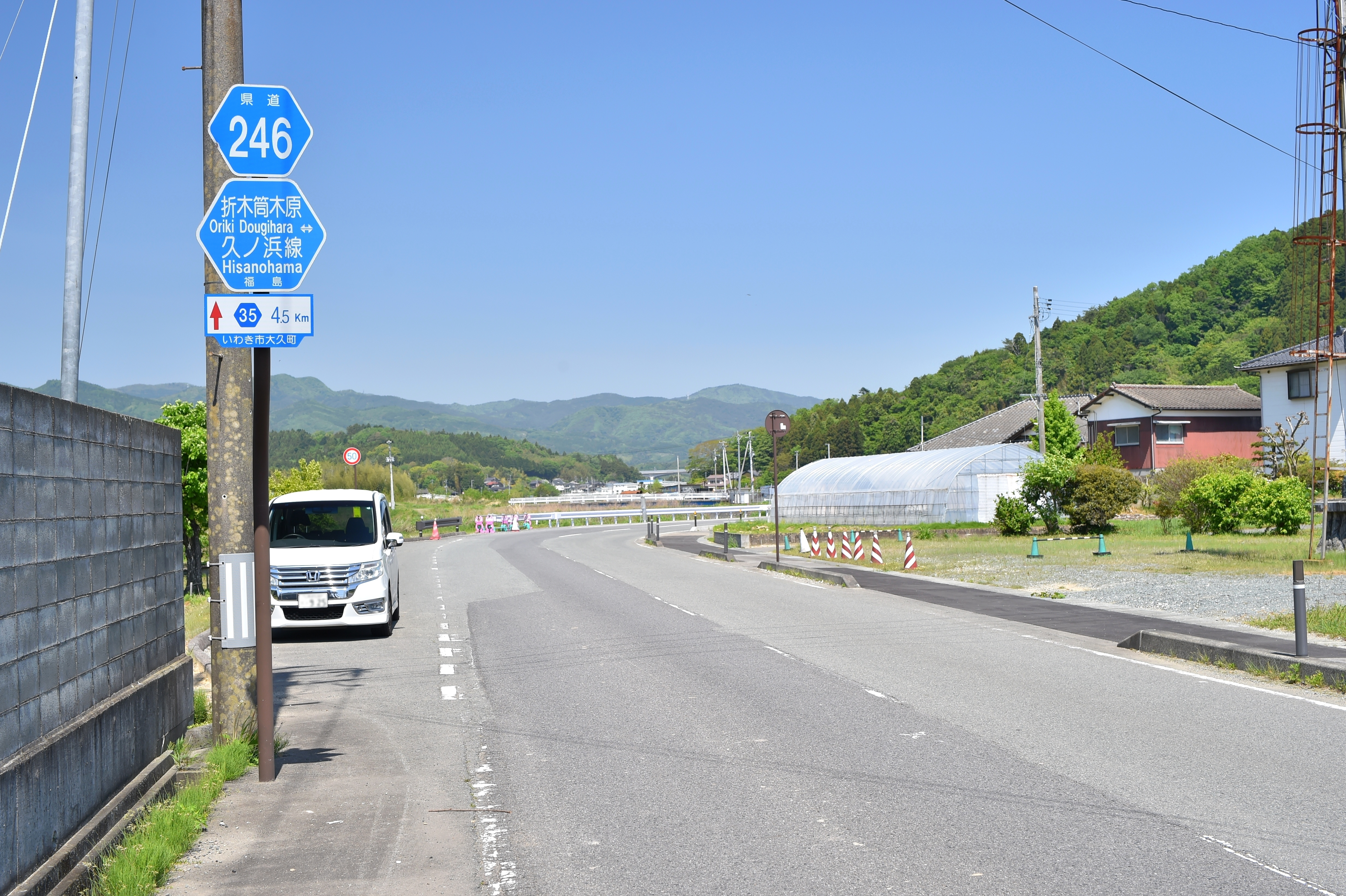
いわき市大久町大久（2024年5月）

- 福島県
  - 双葉郡広野町 - いわき市

## 接続・交差する道路
- 広野町内
  - 国道6号・福島県道391号広野小高線（折木字大平〈折木交差点〉起点）
  - 福島県道35号いわき浪江線 浪江方面（折木字南沢）
- いわき市内
  - 福島県道247号片倉末続停車場線 末続駅方面（大久町大久字三艘舟）
  - 福島県道35号いわき浪江線 いわき市街地方面（福島県道247号片倉末続停車場線 片倉方面重用区間）（大久町大久字矢ノ目沢）
  - 国道6号久之浜バイパス（大久町大久字米野〈米野交差点〉）
  - 福島県道395号四倉久之浜線（久之浜町久之浜字北田〈大久入口交差点〉終点）

## 沿線
- いわき市立久之浜第二小学校
- いわき市海竜の里センター